# Fiódorovskaia (Vólogda)
|  | Per a altres significats, vegeu «Fiódorovskaia». |

Fiódorovskaia (en rus: Фёдоровская) és un poble de l'óblast de Vólogda, a Rússia, que el 2002 tenia 14 habitants. Pertany al districte rural de Veliki Ústiug.